# Episodi di Sheriff of Cochise (quarta stagione)
La quarta stagione della serie televisiva Sheriff of Cochise è stata trasmessa in anteprima negli Stati Uniti d'America in syndication tra il 10 ottobre 1959 e il 12 maggio 1960.
| nº | Titolo originale           | Titolo italiano | Prima TV USA     | Prima TV Italia |
| -- | -------------------------- | --------------- | ---------------- | --------------- |
| 1  | Ghost Town                 |                 | 10 ottobre 1959  |                 |
| 2  | Anything for a Friend      |                 | 17 ottobre 1959  |                 |
| 4  | Trigger Happy              |                 | 31 ottobre 1959  |                 |
| 6  | Ambush                     |                 | 1959             |                 |
| 7  | The Tarnished Star         |                 | 21 novembre 1959 |                 |
| 8  | One of the Ten Most Wanted |                 | 28 novembre 1959 |                 |
| 10 | The Assassins              |                 | 9 aprile 1959    |                 |
| 12 | Honeymoon                  |                 | 26 dicembre 1959 |                 |
| 14 | The Triple Cross           |                 | 9 gennaio 1960   |                 |
| 15 | Shortcut to Hell           |                 | 16 gennaio 1960  |                 |
| 16 | Nine O'Clock Pickup        |                 | 23 gennaio 1960  |                 |
| 20 | Death and Taxes            |                 | 13 febbraio 1960 |                 |
| 23 | Kill or Be Killed          |                 | 12 marzo 1960    |                 |
| 24 | Paper Bullets              |                 | 1960             |                 |
| 25 | Backfire                   |                 | 26 marzo 1960    |                 |
| 26 | The Man Who Never Was      |                 | 1960             |                 |
| 27 | Destination Nowhere        |                 | 1960             |                 |
| 33 | High Fence                 |                 | 1960             |                 |
| 39 | Shoot to Kill              |                 | 12 maggio 1960   |                 |